# 60X70
60X70 è un album del cantante italiano Mauro Nardi del 2005 contenente 12 brani. Pur essendo un cantante appartenente al genere neomelodico napoletano, Nardi, qui incise alcune tra le più famose canzoni di musica leggera italiana.

## Tracce
1. Pregherò – 3:19 (Ben King - Elmo Glick - Mike Stoller - Jerry Leiber - Benjamin Earl Nelson)
2. Amica mia – 3:48 (Sergio Pastacaldi - Guido Renzi - Raffaele Piccolo - Alvaro Guglielmi - Mario Raspanti)
3. La mia strada – 4:29 (Francoise - Revaux - Lo Vecchia - Carrera)
4. Cuore matto – 2:36 (Armando Ambrosino - Gaetano Savio)
5. La notte – 3:26 (Adamo)
6. Quanto è bella lei – 3:08 (Daniele Pace - Mario Panzeri - Lorenzo Pilat)
7. Un corpo e un'anima – 4:14 (Lubiak - Luigi Albertelli - Umberto Tozzi - Damiano Nino Dattoli)
8. Riderà – 3:02 (Mogol - Gerardi)
9. Dio come ti amo – 3:49 (Domenico Modugno)
10. Roma nun fa la stupida stasera – 2:54 (Alessandro Giovannini - Pietro Garinei - Armando Trovaioli)
11. Senza Luce – 3:30 (Mogol - Ettore Carrera - Gary Brooker - Keith Reid)
12. Lauretta – 3:41 (Gigione Ciaravola)